# Lasioglossum trincomalicum
Lasioglossum trincomalicum är en biart som först beskrevs av Cameron 1903.  Lasioglossum trincomalicum ingår i släktet smalbin, och familjen vägbin. Inga underarter finns listade i Catalogue of Life.